# Viktória Hrunčáková
Viktória Hrunčáková (rozená Kužmová, * 11. května 1998 Košice) je slovenská profesionální tenistka a vítězka juniorské čtyřhry US Open 2015. Ve své dosavadní kariéře na okruhu WTA Tour vyhrála pět deblových turnajů. V rámci okruhu ITF získala sedmnáct titulů ve dvouhře a osm ve čtyřhře.
Na žebříčku WTA byla ve dvouhře nejvýše klasifikována v březnu 2019 na 43. místě a ve čtyřhře pak v březnu 2021 na 27. místě. Trénuje ji manžel Tomáš Hrunčák. Dříve tuto roli plnili Michal Mertiňák a Ján Sabovčík. Připravuje se v bratislavském Národním tenisovém centru.
Ve slovenském týmu Billie Jean King Cupu debutovala v roce 2018 bratislavským čtvrtfinále 2. světové skupiny proti Rusku, v němž podlehla Nataliji Vichljancevové a vyhrála nad Anastasijí Potapovovou. Slovenky zvítězily 4:1 na zápasy.V roce 2024 byla členkou slovenského výběru, který na finálovém turnaji prohrál ve světovém finále s Itálií. Do roku 2025 v soutěži nastoupila k patnácti mezistátním utkáním s bilancí 13–5 ve dvouhře a 5–5 ve čtyřhře.

## Tenisová kariéra
V juniorském tenisu dosáhla titulu v juniorské čtyřhře US Open 2015, kde v páru s Ruskou Alexandrou Pospělovovou ve finále zdolaly ruskou dvojici Anna Kalinská a Anastasija Potapovová. Následující sezónu si zahrála ve Flushing Meadows finále dvouhry juniorek US Open 2016, z něhož odešla poražena od Američanky Kayly Dayové.

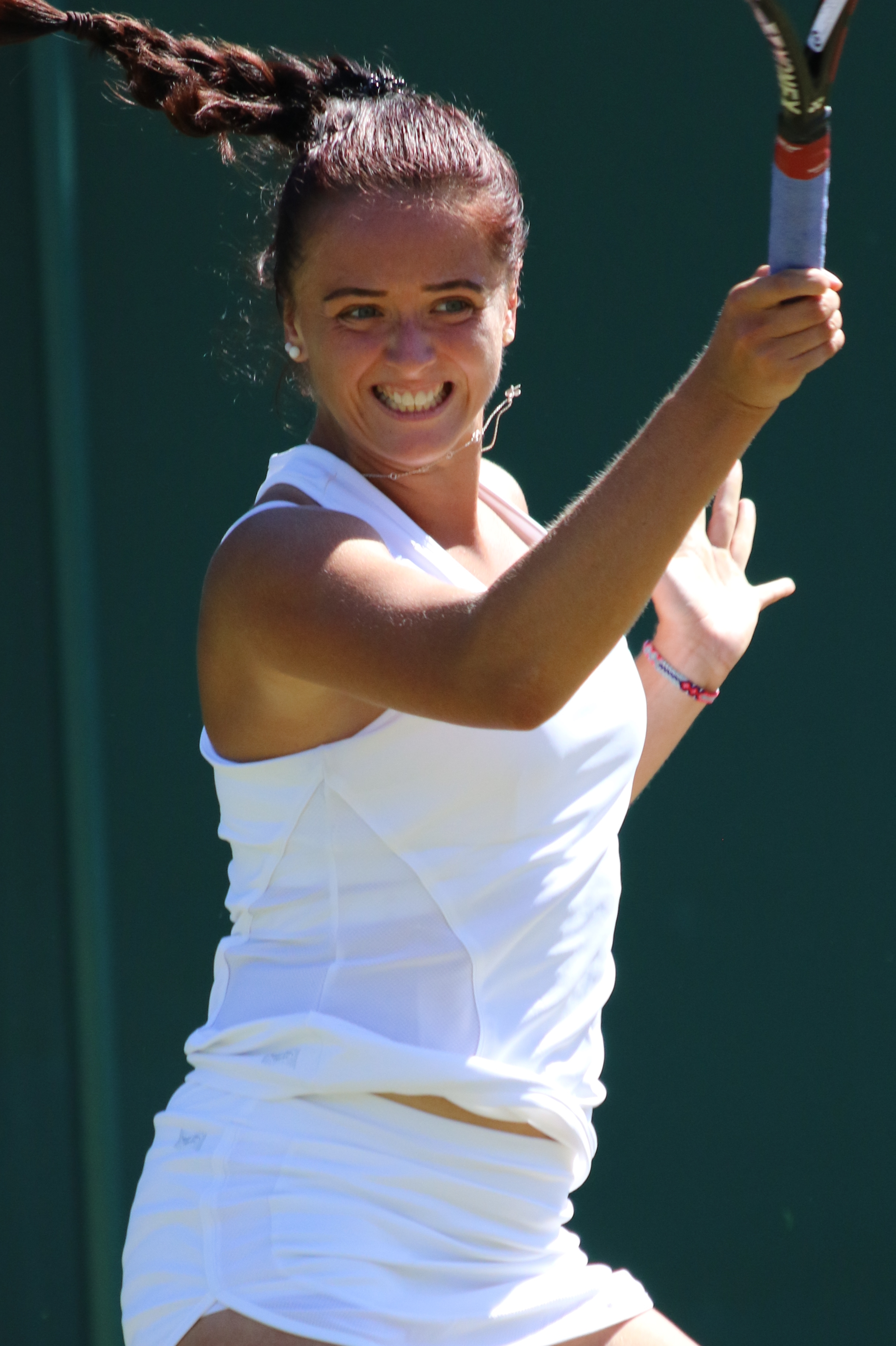
Forhend ve Wimbledonu 2018

V rámci hlavních soutěží událostí okruhu ITF debutovala v listopadu 2013, když na turnaji v turecké Antalyi s dotací 10 tisíc dolarů postoupila z kvalifikace. Ve druhém kole dvouhry podlehla Makedonce Lině Gjorcheské. Premiérový singlový titul v této úrovni tenisu vybojovala v říjnu 2010 na heráklionské události s rozpočtem deset tisíc dolarů. Ve finále přehrála Rakušanku Barbaru Haasovou ve dvou setech.
V singlu okruhu WTA Tour debutovala na říjnovém Upper Austria Ladies Linz 2017 v Linci, na němž prošla kvalifikačním sítem. Premiérový vítězný zápas dosáhla lineckou výhrou nad německou hráčkou Annou-Lenou Friedsamovou, aby ve druhém kole vypadla se sedmou nasazenou Němkou Tatjanou Mariovou. Hlavní soutěž si poprvé zahrála již ve čtyřhře J&T Banka Prague Open 2016, do níž s krajankou Janou Čepelovou obdržely divokou kartu. V prvním zápase skončily na raketách belgicko-tchajwanské dvojice Ysaline Bonaventureová a Sie Šu-wej.
Debut v hlavní soutěži nejvyšší grandslamové kategorie přišel v ženském singlu US Open 2017 po zvládnuté tříkolové kvalifikaci, v níž na její raketě postupně dohrály Američanka Usue Maitane Arconadová, Turkyně Başak Eraydınová a Kanaďanka Françoise Abandová. V úvodním kole dvouhry však nenašla recept na Venus Williamsovou po třísetovém průběhu.

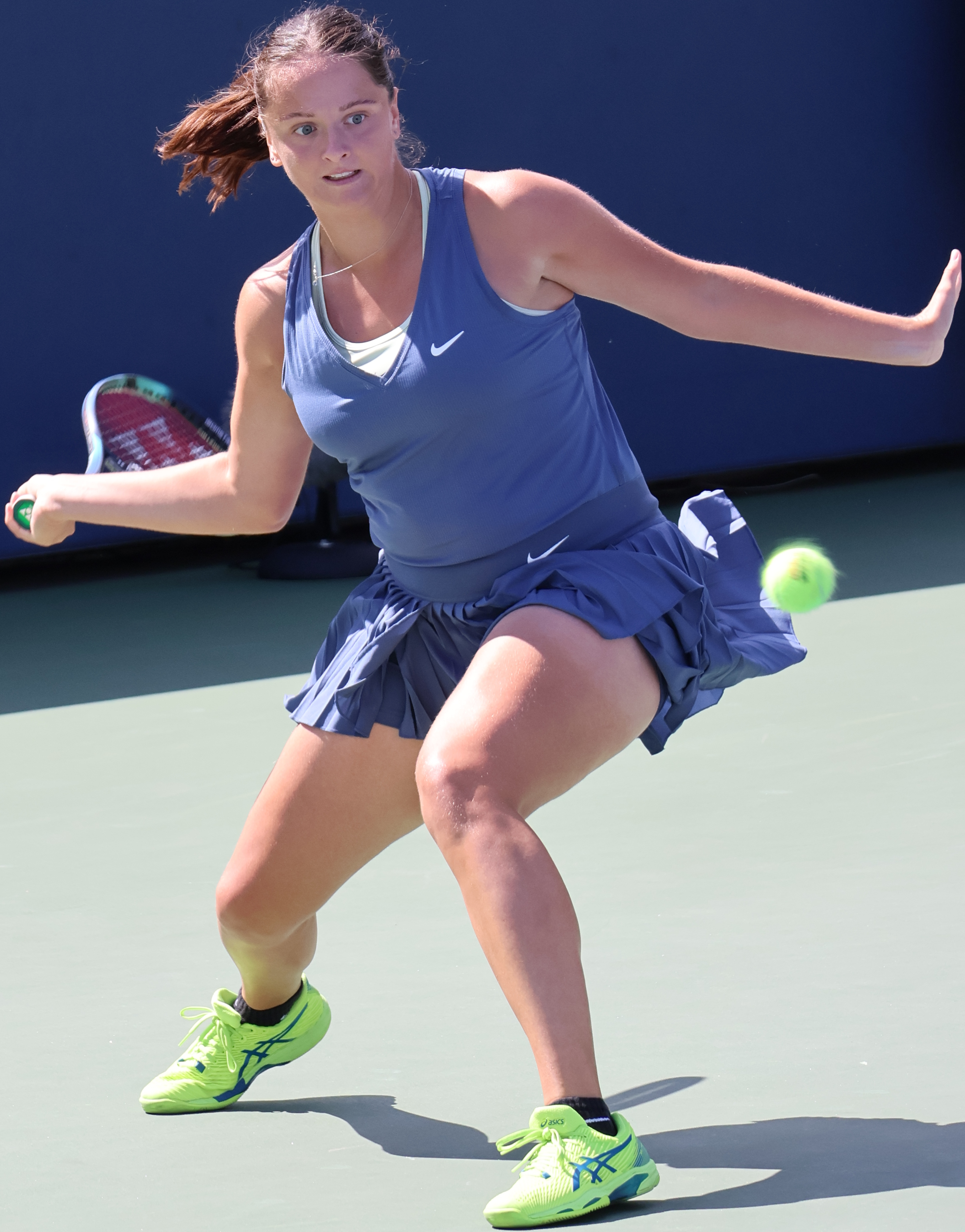
Forhend na US Open 2023

První titul na túře WTA vybojovala ve čtyřhře J&T Banka Prague Open 2019, do níž nastoupila s Ruskou Annou Kalinskou. Ve finále zdolaly americko-české turnajové jedničky Nicole Melicharovou s Květa Peschkeovou až v supertiebreaku, když proměnily čtvrtý mečbol. Společně již odehrály únorový finálový duel na St. Petersburg Ladies Trophy 2019, z něhož odešly poraženy.

## Soukromý život
Narodila se roku 1998 ve východoslovenských Košicích, kde roku 2016 odmaturovala s vyznamenáním na Sportovním gymnáziu. Tenis začala hrát ve čtyřech letech; ke sportu ji přivedl její otec. Má sestru Katarínu Kužmovou.
V září 2022 se vdala za svého trenéra Tomáše Hrunčáka, s nímž navázala partnerský vztah na travnatém Libéma Open 2019 v 's-Hertogenboschi. V březnu 2023 začala hrát na okruzích pod příjmením Hrunčáková.

## Finále na okruhu WTA Tour

### Čtyřhra: 9 (5–4)
| Legenda                                      |
| -------------------------------------------- |
| D – dvouhra; Č – čtyřhra                     |
| Grand Slam (0)                               |
| Turnaj mistryň (0)                           |
| Premier Mandatory & Premier 5 / WTA 1000 (0) |
| Premier / WTA 500 (0–2)                      |
| International / WTA 250 (5–2)                |

| Stav       | č. | datum             | turnaj                | kategorie     | povrch    | spoluhráčka          | soupeřky ve finále                           | výsledek              |
| ---------- | -- | ----------------- | --------------------- | ------------- | --------- | -------------------- | -------------------------------------------- | --------------------- |
| Finalistka | 1. | 3. února 2019     | Petrohrad, Rusko      | Premier       | tvrdý (h) | Anna Kalinská        | Jekatěrina Makarovová Margarita Gasparjanová | 5–7, 5–7              |
| Vítězka    | 1. | 3. května 2019    | Praha, Česko          | International | antuka    | Anna Kalinská        | Nicole Melicharová Květa Peschkeová          | 4–6, 7–5, [10–7]      |
| Vítězka    | 2. | 21. července 2019 | Bukurešť, Rumunsko    | International | antuka    | Kristýna Plíšková    | Jaqueline Cristianová Elena-Gabriela Ruseová | 6–4, 7–6(7–3)         |
| Finalistka | 2. | 6. února 2021     | Melbourne, Austrálie  | WTA 500       | tvrdý     | Anna Kalinská        | Šúko Aojamová Ena Šibaharaová                | 3–6, 4–6              |
| Vítězka    | 3. | 7. března 2021    | Lyon, Francie         | WTA 250       | tvrdý (h) | Arantxa Rusová       | Eugenie Bouchardová Olga Danilovićová        | 3–6, 7–5, [10–7]      |
| Finalistka | 3. | 18. července 2021 | Praha, Česko          | WTA 250       | tvrdý     | Nina Stojanovićová   | Marie Bouzková Lucie Hradecká                | 6–7(3–7), 4–6         |
| Vítězka    | 4. | 12. února 2023    | Linec, Rakousko       | WTA 250       | tvrdý (h) | Natela Dzalamidzeová | Anna-Lena Friedsamová Nadija Kičenoková      | 4–6, 7–5, [12–10]     |
| Finalistka | 4. | 18. června 2023   | Rosmalen, Nizozemsko  | WTA 250       | tráva     | Tereza Mihalíková    | Šúko Aojamová Ena Šibaharaová                | 3–6, 3–6              |
| Vítězka    | 5. | 7. ledna 2024     | Auckland, Nový Zéland | WTA 250       | tvrdý     | Anna Danilinová      | Marie Bouzková Bethanie Matteková-Sandsová   | 6–3, 6–7(5–7), [10–8] |

## Finále na okruhu ITF
| Turnaje okruhu ITF         | Turnaje okruhu ITF            |
| -------------------------- | ----------------------------- |
| Turnaje W100 (100 000 $)   | Turnaje W80 (80 000 $)        |
| Turnaje W75/W60 (60 000 $) | Turnaje W50/W40 (50/40 000 $) |
| Turnaje W35/W25 (25 000 $) | Turnaje W15/W10 (15/10 000 $) |

### Dvouhra: 28 (17–11)
| Stav       | č.  | datum              | turnaj                          | kategorie | povrch    | soupeřka ve finále         | výsledek           |
| ---------- | --- | ------------------ | ------------------------------- | --------- | --------- | -------------------------- | ------------------ |
| Vítězka    | 1.  | 19. října 2014     | Heráklion, Řecko                | 10 000    | tvrdý     | Barbara Haasová            | 6–4, 6–3           |
| Vítězka    | 2.  | 12. dubna 2015     | Heráklion, Řecko                | 10 000    | tvrdý     | Valentini Grammatikopoulou | 6–3, 6–4           |
| Vítězka    | 3.  | 10. května 2015    | Antalya, Turecko                | 10 000    | tvrdý     | Aljona Sotnikovová         | 6–3, 7–6(7–5)      |
| Vítězka    | 4.  | 27. září 2015      | Šarm aš-Šajch, Egypt            | 10 000    | tvrdý     | Freya Christieová          | 7–6(7–4), 7–5      |
| Vítězka    | 5.  | 5. července 2015   | Šarm aš-Šajch, Egypt            | 10 000    | tvrdý     | Lu Ťia-si                  | 6–2, 6–1           |
| Finalistka | 1.  | 7. února 2016      | Antalya, Turecko                | 10 000    | antuka    | Anne Schäferová            | 6–2, 2–6, 0–6      |
| Vítězka    | 6.  | 6. března 2016     | Šarm aš-Šajch, Egypt            | 10 000    | tvrdý     | Varvara Flinková           | 4–6, 6–2, 6–1      |
| Finalistka | 2.  | 10. dubna 2016     | Antalya, Turecko                | 10 000    | tvrdý     | Viktorija Tomovová         | 6–7(5–7), 2–6      |
| Vítězka    | 7.  | 2. července 2016   | Banja Luka, Bosna a Hercegovina | 10 000    | antuka    | Manca Pislak               | 6–0, 6–1           |
| Vítězka    | 8.  | 10. července 2016  | Niš, Srbsko                     | 10 000    | antuka    | Mira Antonitschová         | 6–1, 6–2           |
| Vítězka    | 9.  | 18. září 2016      | Lubbock, Spojené státy          | 25 000    | tvrdý     | Freya Christieová          | 6–0, 7–5           |
| Finalistka | 3.  | 1. října 2016      | Brisbane, Austrálie             | 25 000    | tvrdý     | Lizette Cabrerová          | 2–6, 4–6           |
| Finalistka | 4.  | 15. října 2016     | Cairns, Austrálie               | 25 000    | tvrdý     | Olivia Rogowská            | 1–6, 5–7           |
| Finalistka | 5.  | 26. února 2017     | Perth, Austrálie                | 25 000    | tvrdý     | Destanee Aiavová           | 1–6, 1–6           |
| Vítězka    | 10. | 12. března 2017    | Mildura, Austrálie              | 25 000    | tráva     | Katie Boulterová           | 6–2, 6–4           |
| Finalistka | 6.  | 9. dubna 2017      | Istanbul, Turecko               | 25 000    | tvrdý     | Viktorija Tomovová         | 4–6, 6–4, 2–6      |
| Vítězka    | 11. | 22. července 2017  | Imola, Itálie                   | 25 000    | koberec   | Stefania Rubiniová         | 6–3, 6–3           |
| Finalistka | 7.  | 12. srpna 2017     | Chiswick, Spojené království    | 25 000    | tvrdý     | Vitalija Ďjačenková        | 3–6, 4–6           |
| Vítězka    | 12. | 18. března 2018    | Šen-čen, Čína                   | 60 000    | tvrdý     | Anna Kalinská              | 7–5, 6–3           |
| Vítězka    | 13. | 20. května 2018    | Trnava, Slovensko               | 100 000   | tvrdý     | Verónica Cepede Roygová    | 6–4, 1–6, 6–1      |
| Vítězka    | 14. | 15. června 2018    | Budapešť, Maďarsko              | 100 000   | antuka    | Jekatěrina Alexandrovová   | 6–3, 4–6, 6–1      |
| Finalistka | 8.  | 15. prosince 2018  | Dubaj, Spojené arabské emiráty  | 100 000   | tvrdý     | Pcheng Šuaj                | 0–6, 3–6           |
| Finalistka | 9.  | 11. června 2022    | Pörtschach, Rakousko            | W60       | antuka    | Laura Siegemundová         | 2–6, 2–6           |
| Finalistka | 10. | 26. listopadu 2022 | Ortisei, Itálie                 | W25       | tvrdý (h) | Ana Konjuhová              | 6–3, 5–7, 6–7(2–7) |
| Finalistka | 11. | 22. ledna 2023     | Tallinn, Estonsko               | W40       | tvrdý (h) | Zeynep Sönmezová           | 6–7(5–7), 6–3, 3–6 |
| Vítězka    | 15. | březen 2024        | Solarino, Itálie                | W35       | koberec   | Robin Andersonová          | 6–2, 6–3           |
| Vítězka    | 16. | březen 2024        | Murska Sobota, Slovinsko        | W50       | tvrdý     | Valeria Savinychová        | 6–0, 6–3           |
| Vítězka    | 17. | červenec 2024      | Don Benito, Španělsko           | W35       | koberec   | Natalija Stevanovićová     | 6–2, 3–6, 6–4      |

### Čtyřhra: 12 (8–4)
| Stav       | č. | datum              | turnaj                          | kategorie | povrch    | spoluhráčka            | soupeřky ve finále                                | výsledek                   |
| ---------- | -- | ------------------ | ------------------------------- | --------- | --------- | ---------------------- | ------------------------------------------------- | -------------------------- |
| Finalistka | 1. | 23. března 2015    | Heráklion, Řecko                | 10 000    | tvrdý     | Petra Rohanová         | Valentini Grammatikopoulou Anastasija Komardinová | 5–7, 2–6                   |
| Vítězka    | 1. | 12. října 2015     | Heráklion, Řecko                | 10 000    | tvrdý     | Raluca Șerbanová       | Steffi Distelmansová Kelly Versteegová            | 6–2, 6–0                   |
| Vítězka    | 2. | 26. ledna 2016     | Antalya, Turecko                | 10 000    | tvrdý     | Petra Uberalová        | Lina Gjorcheská Ioana Loredana Roscová            | 7–6(7–3), 6–7(6–8), [10–5] |
| Finalistka | 2. | 27. června 2016    | Banja Luka, Bosna a Hercegovina | 10 000    | antuka    | Julia Stamatovová      | Barbara Kötelesová Manca Pislaková                | 7–6(7–5), 4–6, [5–10]      |
| Finalistka | 3. | 15. srpna 2016     | Slovenská Ľupča, Slovensko      | 10 000    | antuka    | Barbara Kötelesová     | Petra Krejsová Chantal Škamlová                   | 2–6, 1–6                   |
| Vítězka    | 3. | 3. října 2016      | Toowoomba, Austrálie            | 25 000    | tvrdý     | Dalma Gálfiová         | Gabriela Céová Tereza Mihalíková                  | 6–4, 7–6(7–4)              |
| Vítězka    | 4. | 17. září 2017      | Batumi, Gruzie                  | 25 000    | tvrdý     | Ysaline Bonaventureová | Tatia Mikadzeová Sofia Šapatavová                 | 6–1, 6–3                   |
| Vítězka    | 5. | 18. března 2018    | Šen-čen, Čína                   | 60 000    | tvrdý     | Anna Kalinská          | Danka Kovinićová Wang Sin-jü                      | 6–4, 1–6, [10–7]           |
| Vítězka    | 6. | 31. března 2018    | Croissy-Beaubourg, Francie      | 60 000    | tvrdý (h) | Anna Kalinská          | Petra Krejsová Jesika Malečková                   | 7–6(7–5), 6–1              |
| Vítězka    | 7. | 27. listopadu 2021 | Dubaj, Spojené arabské emiráty  | W100      | tvrdý     | Anna Danilinová        | Angelina Gabujevová Anastasija Zacharovová        | 4–6, 6–3, [10–2]           |
| Finalistka | 4. | 19. listopadu 2022 | Bratislava, Slovensko           | W60       | tvrdý (h) | Katarína Kužmová       | Jesika Malečková Renata Voráčová                  | 6–2, 5–7, [11–13]          |
| Vítězka    | 8. | duben 2024         | Lopota, Gruzie                  | W50       | tvrdý     | Tereza Valentová       | Nagi Hanataniová Urszula Radwańská                | 6–2, 6–1                   |

## Finále soutěží družstev: 1 (0–1)
| Výsledek   | č. | datum a místo konání                                                                              | spoluhráčky                                                                    | soupeřky                                                                                          | skóre |
| ---------- | -- | ------------------------------------------------------------------------------------------------- | ------------------------------------------------------------------------------ | ------------------------------------------------------------------------------------------------- | ----- |
| Finalistka | 1. | Billie Jean King Cup 2024 20. listopadu 2024 Malaga, Španělsko tvrdý (hala), Martin Carpena Arena | Rebecca Šramková Anna Karolína Schmiedlová Renáta Jamrichová Tereza Mihalíková | Itálie                                                                                            | 0–2   |
| Finalistka | 1. | Billie Jean King Cup 2024 20. listopadu 2024 Malaga, Španělsko tvrdý (hala), Martin Carpena Arena | Rebecca Šramková Anna Karolína Schmiedlová Renáta Jamrichová Tereza Mihalíková | Jasmine Paoliniová Elisabetta Cocciarettová Lucia Bronzettiová Sara Erraniová Martina Trevisanová | 0–2   |

## Finále na juniorském Grand Slamu

### Dvouhra juniorek: 1 (0–1)
| Stav       | rok  | turnaj  | povrch | soupeřka ve finále | výsledek |
| ---------- | ---- | ------- | ------ | ------------------ | -------- |
| Finalistka | 2016 | US Open | tvrdý  | Kayla Dayová       | 3–6, 2–6 |

### Čtyřhra juniorek: 1 (1–0)
| Stav    | rok  | turnaj  | povrch | spoluhráčka           | soupeřky ve finále                  | výsledek |
| ------- | ---- | ------- | ------ | --------------------- | ----------------------------------- | -------- |
| Vítězka | 2015 | US Open | tvrdý  | Alexandra Pospělovová | Anna Kalinská Anastasija Potapovová | 7–5, 6–2 |